# فرغانی (دهانه)
فَرغانی  یک دهانه برخوردی در ماه‌ است. این دهانه به نام ستاره‌شناس خراسانی، ابن کثیر فرغانی نام‌گذاری شده است.

## دهانه‌های اقماری
این دهانه ۹ دهانه اقماری دارد.
| فرغانی | عرض جغرافیایی | طول جغرافیایی | قطر          |
| ------ | ------------- | ------------- | ------------ |
| A      | ۳.۰° S        | ۲۰.۳° E       | ۱۳.۰ کیلومتر |
| C      | ۶.۱° S        | ۱۸.۱° E       | ۱۱.۰ کیلومتر |
| E      | ۴.۶° S        | ۱۹.۰° E       | ۴.۰ کیلومتر  |
| D      | ۴.۰° S        | ۲۰.۱° E       | ۸.۰ کیلومتر  |
| G      | ۲.۶° S        | ۲۱.۲° E       | ۶.۰ کیلومتر  |
| F      | ۳.۵° S        | ۲۰.۸° E       | ۹.۰ کیلومتر  |
| H      | ۴.۴° S        | ۱۹.۱° E       | ۱۳.۰ کیلومتر |
| K      | ۵.۳° S        | ۱۹.۵° E       | ۴.۰ کیلومتر  |
| M      | ۵.۶° S        | ۱۹.۶° E       | ۳.۰ کیلومتر  |